# Market Hall
A Market Hall a walesi Monmouth egyik műemlék épülete. A viktoriánus csarnok 1837–1839 között épült fel a helyi építész, George Vaughan Maddox tervei szerint, a városközpont megújítási terveinek keretén belül. Miután 1963-ban egy tűzvészben súlyosan megrongálódott, csak részlegesen építették újjá a városi múzeum számára (korábban Nelson Museum). Az épület hátsó traktusában még láthatók az eredeti, Monnow folyóra nyíló vágóhidak. Az épület II. kategóriás brit műemlék (British Listed Building) 1952. június 27. óta. Egyike a monmouthi örökség tanösvény huszonnégy állomásának.

## Története
Az 1830-as évekre a Church Street fokozatosan zsúfolttá és szemetessé vált, „keskennyé és veszélyessé”. A helyi hagyományok szerint egy helyi gyömbérkenyér készítő, egy bizonyos Mrs. Synes, egyik este éppen házának zsalugátereit csukta be kívülről, amikor elszáguldott mellette a liverpooli postakocsi. Köténye felakadt az egyik ló hámjába. A ló az asszonyt jókora távolságon maga után húzta. Miután kisebb sérülésekkel megúszta, elkapta az ostort és annak nyelével kiverte a kocsis fogait. A diadalmas asszony aláírásgyűjtésbe kezdett egy új, a Church Streetet megkerülő tágasabb főutca megépítéséért. A körzeti tanács által kihirdetett versenyt George Vaughan Maddox helyi építész nyerte meg. Tervei szerint az új út — ma Priory Street — egy viadukton haladt volna a Monnow folyó partján. Az új út építéséhez 1834-ben kezdtek hozzá. A munkálatok 1837-ben fejeződtek be. Ugyanekkor szükségessé vált egy új vásárcsarnok megépítése is, mivel az esküdtszéki bíróságok beköltözésével a Shire Hall nyitott alsó szintjén üzemelő piac jövője kérdésessé vált. Maddox az új vásárcsarnokot az új út mentén képzelte el, a vágóhidakat pedig az utat tartó ívek közé képzelte el, így az innen származó szennyvíz közvetlenül a Monnowba folyt. Maddoxnak tulajdonítják az utca túloldalán álló épületek terveit is.
Az új csarnok építéséhez 1837-ben láttak hozzá és 1840 januárjában nyitotta meg kapuit. Maddox az épületnek félhold alakú homlokzatot tervezett dór oszlopsorral, az épület központi része fölé magasodó ión kupolával és karzattal. Az egész épületet bathi mészkőből építették. 1874 és 1876 között a városi postahivatal székhelye volt, illetve itt nyomtatták a városi újságot, a Monmouthshire Beacon-t. A csarnok alatti ívek vágóhídjait régi vöröshomokkő téglákból építették. A huszonnégy ívet enyhén dőlve építették meg a felépítmény stabilitásának biztosítása érdekében. Az ívek mögött mélyen benyúló, téglával kirakott raktárakat alakítottak ki.

## A tűzvész utáni felhasználása
1963 márciusában a Market Hall teljes központi része egy tűzvész áldozata lett, amely az első emeleten, az újság nyomdájának papírraktárában ütött ki. A városi tanács az eset után az épület helyreállítása mellett döntött és elvetették végleges lebontásának ötletét, amellyel helyet adtak volna egy új parkolónak. A hiányos pénzügyi keret miatt azonban a felső szintet és az óratornyot nem építették újjá. Az épület új, fémtetőt kapott, hátsó részét pedig modern stílusban, üveghomlokzattal építették újjá 1968-1969-ben.
Hat évvel a tűzeset után a Market Hallban nyitotta meg kapuit a városi múzeum (Nelson Múzeum) és a postahivatal. Eredetileg a könyvtárat is át akarták ide helyezni, de végül a Shire Hall-ban maradt. Az épületet az idők során használta még a városi bíróság, a városi tanács és a munkaügyi hivatal is, de kávéház is üzemelt benne.
Az épület hátsó része alatti egykori vágóhidak ugyan épségben fennmaradtak, viszont rendkívül elhanyagolt állapotba kerültek a sorozatos vandalizmus miatt. Többször is megpróbálkoztak ezek újrahasznosításával, ámde sikertelenül. A legutóbbi terveket 2009-ben tárgyalták.

## Fordítás
- Ez a szócikk részben vagy egészben  a   Market Hall, Monmouth című angol Wikipédia-szócikk ezen változatának fordításán alapul.  Az eredeti cikk szerkesztőit annak laptörténete sorolja fel. Ez a jelzés csupán a megfogalmazás eredetét és a szerzői jogokat jelzi, nem szolgál a cikkben szereplő információk forrásmegjelöléseként.